# اشلی وارد
اشلی وارد (انگلیسی: Ashley Ward؛ زادهٔ ۲۴ نوامبر ۱۹۷۰) یک بازیکن فوتبال است.